# Jordan EJ15
Jordan EJ15 je Jordanov petnajsti in zadnji dirkalnik Formule 1 za sezono 2005, preden je moštvo kupil Midland F1 Racing, dirkača pa sta bila Tiago Monteiro in Narain Karthikeyan. Na novo je moštvo tik pred sezono podpisalo pogodbo za motorje Toyota, ki jih je uporabljalo tudi moštvo Toyota F1. Dirkalnik ni bil konkurenčen za uvrščanje med dobitnike točk. Daleč najboljše rezultate je moštvo doseglo na dirki za Veliko nagrado ZDA, kjer sta v močno okrnjeni konkurenci dirkača dosegla tretje in četrto mesto. V popolni konkurenci pa je edino uvrstitev med dobitnike točk dosegel Monteiro z osmim mestom na dirki za Veliko nagrado Belgije. Skupno je moštvo zasedlo deveto mesto v konstruktorskem prvenstvu z dvanajstimi točkami.

## Popolni rezultati Formule 1
(legenda)
| Leto | Moštvo | Motor      | Gume | Dirkača     | 1   | 2   | 3   | 4   | 5   | 6   | 7  | 8   | 9   | 10  | 11  | 12  | 13  | 14  | 15  | 16  | 17  | 18  | 19  | Toč | Prv |
| ---- | ------ | ---------- | ---- | ----------- | --- | --- | --- | --- | --- | --- | -- | --- | --- | --- | --- | --- | --- | --- | --- | --- | --- | --- | --- | --- | --- |
| 2005 | Jordan | Toyota V10 | B    |             | AVS | MAL | BAH | SMR | ŠPA | MON | EU | KAN | ZDA | FRA | VB  | NEM | MAD | TUR | ITA | BEL | BRA | JAP | KIT | 12  | 9.  |
| 2005 | Jordan | Toyota V10 | B    | Monteiro    | 16  | 12  | 10  | 13  | 12  | 13  | 15 | 10  | 3   | 13  | 17  | 17  | 13  | 15  | 17  | 8   | Ret | 13  | 11  | 12  | 9.  |
| 2005 | Jordan | Toyota V10 | B    | Karthikeyan | 15  | 11  | Ret | 12  | 13  | Ret | 16 | Ret | 4   | 15  | Ret | 16  | 12  | 14  | 20  | 11  | 15  | 15  | Ret | 12  | 9.  |